# Смоленська губернія
Смоленська губернія — історична адміністративно-територіальна одиниця Російської імперії та РРФСР. Існувала до 1926 року. Центр губернії — місто Смоленськ.

## Географія
Розташована поміж 53°5' та 53°36' широти та поміж 30°9' та 30°85' довготи. Найбільша відстань з півночі на південь губернії — 340 верст, з заходу на схід — 280 верст. За підрахунками Івана Стрільбицького, площа губернії становила 49 212 верст.
На півночі губернія сусідила з Тверською, зі сходу — із Московською та Калузькою, з південного сходу — з Орловською, південні її межі торкалися Чернігівської, на заході — Могильовської і на північному заході — Вітебської й Псковської губерній.
Східна частина території є рівнинною й безлісою, натомість західну пересікають у різних напрямках смуги пагорбів. Їх супроводжує велика кількість річок, а отже і урвищ та долин. Смуги пагорбів є вододілом для приток Двіни та Дніпра й на півдні відокремлюють притоки останнього від приток Оки, Десни і Сожі, а на півночі — від Волги.
Найбільш висока частина губернії розташована у Більському й Сичовському повітах. Поміж річками Осуга й Лучоса висота сягає 1010 футів над рівнем моря. Найнижча територія губернії пролягає через Краснінський, Рославльський та Єльнінський повіти, їх висота над рівнем моря становить 756 футів неподалік від Заболоття, 735 футів біля Толбина й 707 футів коло Хотисина.

## Геологія
Для території губернії характерні лише осадкові гірські породи. Натомість нема жодних відкладень, молодших за кам'яновугільні, давні девонські та льодовиковий періоди. А ті формації, які зустрічаються в губернії: кам'яновугільна (гірський вапняк), крейдова і третинна, у більшій чи меншій мірі вкриті новішими насипами.
Природна лінія від міст Бєлий та Дорогобуж на південь до річки Десна, поділяє Смоленську губернію на дві половини. Ті землі, що розташовані на схід від умовної лінії, входять до складу середньоруського кам'яновугільного басейну. Поверхневі породи залягають на покладах вапняку (багатий на закам'янілості) й вугленосної глини, що на поверхні покладів кам'яного вугілля. На своїй поверхні умовно «східна» ділянка губернії вкрита льодовиковими залишками, поміж якими зовсім нема перехідної формації. Ці залишки складаються з піщаної глини морського походження та ератичних валунів. Біля витоків Дніпра на цій глині знайдено давні озерні й торф'яні утворення із залишками давнього граба й вимерлої рослини Brasenia.
В умовно «західній» частині губернії склад ґрунту різноманітніший, є більше покладів девонської системи. Вони залягають з Вітебської губернії через Смоленську й до Орловської та Могильовської. На усій цій території, а насамперед у Смоленській губернії залягають глибоководні поклади — глинисті й доломітоподібні вапняки та рідкісні нашарування пісковика та глини. Ці вапняки на сході губернії «сховані» під кам'яновугільними покладами, а у південно-західній частині вкриті залишками нижнькрейдових покладів.
У геологічно «західній» частині губернії можна зустріти третинну формацію. Її склад — це мергель, пласти глини й пісковики. У верхньому ярусі післятретинних утворень, серед пісків, можна відшукати поклади сланцевої глини. У ній геологи подекуди знаходили кістки первісних тварин. Тут також розвинені льодовикові поклади, а ератичні валуни досягають гігантських розмірів.
Окрім того, у «західній» частині губернії є погано розвинена формація нових алювіальних наносів. На берегах річок вона складається з болотистих руд залізистого окису чи покладів вапнякового туфу. Найчастіше її можна знайти у Рославльському, Поречському та Духовщинському повітах. Торф'янф утворення розповсюджені у північно-західній частині губернії: Бєльському і Поречському повітах, а у південно-західній частині Рославльського повіту до кордону з Орловською губернією залягає крейдова формація.
Серед мінералів головне багатство губернії складають фосфорити. З 1885 року їх добувають у селах Сеща й Бєльське Рославльського повіту. Неподалік від села Старая-Кочевна добувають крейду для заводів, що працюють зі склом. Біля сіл Молодилові й Мартинковому Дорогобузького повіту є вогнетривка глина білого і синього кольорів. Чисті сорти глини, придатні для гончарного промислу, є у Вяземському повіті по течії річок Вазузи, Ремежі і Вязьми та в Бєльському повіті по течії Західної Двіни.
У Краснінському повіті під торф'яником, неподалік від села Потьомкіно, залягає пласт вохри. Після обробки вона дає до 90% фарби. У долині річки Угри біля сіл Королевой та Ворошинки є не надто товсті пласти кам'яного вугілля.
У селі Городища Вяземського повіту, а ще у Смоленську й Бєльському повітах займаються обпалюванням вапняку.
Завдяки валунам з часів льодовикового періоду смоленці мали матеріал для вимощення своїх доріг, закладення фундаментів для нових будівель. В околицях Смоленська та Рославльському повіті можна відшукати травертин. У багатьох місцинах можна знайти торф'яні утворення, насамперед у Бєльському й Поречському повітах. Його пласти розтягуються на відстань більшу за 20 верст.

## Адміністративний поділ
У 1708 році губернія була створена з 17 міст і повітів: Смоленськ, Рославль, Дорогобуж, Вязьма, Білий, Погоріле Городище, Зубцов, Стариця, Серпейськ, Козельськ, Мещовськ, Мосальськ, Лихвин, Борисово-Городище, Перемишль, Воротинськ і Одоєв.
Через п'ять років — 1713-го губернія пережила розформування. Більша частина Смоленщини відтепер перейшла до Ризької губернії. У 1726 році губернія знову відтворена, але ввійшло до її складу всього 5 повітів: Смоленський, Більський, Вяземський, Дорогобузький та Рославльський.
У 1775 році губернію перетворено в Смоленське намісництво. Для нього утворено і 7 повітів: Гжатський, Єльнінський, Касплянський, Краснинський, Порецький, Рупосовський і Сичевський. Через два роки Рупосовський повіт перетворено в Юхновський, а Касплинський — у Духовщинський.
У 1796 році Смоленське намісництво знову стало губернією. Разом з тим було ліквідовано Духовщинський, Єльнінський та Краснінський повіти. Їх згодом відновила влада у 1802-у. Від того року і до 1918-го до складу Смоленської губернії входило 12 повітів. Усі вони складалися з 241 волості, 4130 сільських спільнот і більш ніж 14 тисяч населених місцин. Серед останніх — 8 слобод й до 560 сіл, а всі решта — невеличкі села, хутори та фільмарки. На один населений пункт припадало по 97 мешканців, а на кожні 3,4 квадратні версти — одне поселення.
У 1918 році Порецький повіт перейменовано в Демидівський. Через рік до Смоленської губернії ввійшов Мстиславльський повіт Гомельської губернії. У 1922-у скасовано Краснинський повіт. З тієї ж Гомельщини передано Горецький повіт, а Юхновський відійшов Калузькій губернії. У 1924 році до складу БРСР передано Горецький та Мстиславльський повіти. Через рік Духовинський повіт перетворено у Ярцівський. У 1927-у скасовано Демидівський та Дорогобузький повіти, а ще через рік — Гжатський, Єльнінський та Сичевський.
У 1929 році Смоленська губернія скасована, а її територія ввійшла до складу Західної області.

## Губернатори
- Бутурлін Олександр Борисович (1694 - 1767)  — граф (1760 р.), генерал-фельдмаршал (1756 р,), Смоленський губернатор (1735-1740 рр.), головний командир Малоросійського тимчасового Правління гетьманського уряду (з 1 грудня 1741 р. по 11 червня 1742 рр.), Московський генерал-губернатор (12 грудня 1742—1744 рр. та 9 червня 1762—1763 рр.) [1]

## Населення
Відповідно до етнографічної характеристики губернії, її більшість становили білоруси та великороси. Останні проживали у східній частині Смоленщини, тобто у Гжатському, Сичовському, Юхновському, більшій половині Вяземського й частині Більського повітів. Вони становили 42,3% від всього населення губернії.
Натомість у повітах так званої західної частини губернії (Смоленський, Дорогобузький, Духовщинський, Єльнинський, Красненський, Поречський та Рославльський повіти) мешкали білоруси, які на 1866 становили більшість в губернії — аж 46,7% від усього населення. Решта ж — 11%, складали змішані сім'ї.
Радикально іншими є дані на 1897 рік. Росіянами себе назвали аж 91,6% населення, а білорусами — тільки 6,6% (100 757 осіб). Майже усі вони мешкали у Краснинському повіті де становили 90% населення. Ще майже 3% білорусів жили у Єльнінському повіті, 1,1% — у Поречському та 1,2% — у Смоленському. У інших повітах білорусів на 1897 рік вже не було.
Відповідно до того ж перепису населення, у 1897 році в губернії мешкало 1 551 068 осіб. З них 742 170 чоловіків та 808 898 жінок. У містах проживало 121 383 осіб (64 940 чоловіків і 56 443 жінок). Міське населення становило 7,7%, а у селах проживало 92,3% від усього населення губернії. З повітових міст найбільшими були Рославль (17 848 осіб) та Вязьма (15 776 осіб), а наймешними були Юхнов (2 253 осіб) та Єльня (2 439 осіб).
За даними наступного 1898 року в губернії проживало 1 671 001 осіб (860 236 — чоловіки й 810 765 — жіноцтво). Серед них родових дворян — 0,85%, особових — 0,46%, православного духовенства — 0,6%, родових та особових громадян — 0,32%, купців — 0,28%, міщан — 4,96%, цехових ремісників — 0,22%, селян — 78,24%, регуляних військ — 0,73%, військ запасу із сім'ями — 3,15%, відставних нижніх чинів — 3,15%, тих, хто не належить до жодної категорії — 0,48% й заробітчан — 6,66%.
У містах переважали чоловіки, у селах — жінки. На сотню чоловіків у містах припадало 87 жінок, у селах — 111 жінок. На одну квадратну версту припадало в середньому 31,6 осіб. Найбільш густо населеним був Смоленський повіт, де проживало по 51,5 осіб. Великий вплив на таку велику кількість населення мало головне місто губернії — Смоленськ. Достатньо велика густота населення була і в Краснинському (42,9 осіб), і в Сичовському (40,1 осіб) повітах. Натомість найменше населеними були Поречський (26,3 особи) й Більський (17,2 особи на одну квадратну версту) повіти.
За останні 20 років існування губернії природний приріст насленення становив 1,71% при народжуваності у 5,49% й смертності 3,78%. Найменшою смертність була у 1846 та 1865 роках. Найбільше населення народжувалось у Поречському повіті (2,57%), найменша — у Гжатському (смертність тут навіть переважала на 0,04%).
Середній зріст чоловічого насенення в губернії становив 163,9 см. Достатньо високим був відсоток тих, кого не взяли на військову службу. Через малий зріст і різноманітні хвороби не прийнято 18,5% чоловіків, а відтермінування служби отримали 33,5%.
З релігійної позиції наприкінці XIX століття в губернії нараховувалось 13 монастирів, одна спільнота з власним віросповіданням, 763 церкви, 291 каплиця й 627 парафій. Майже все населення губернії було православним — 97,58%, «розкольників» — 1,47%, католиків — 0,35%, лютеран — 0,14%, євреїв — 0,46% й 142 мусульмани. «Розкольники» мешкали групами у Сичовському (14 751 особа) й Гжатському (10 052) повітах. З них інституцію священництва визнавали 18 887, шлюб визнавали 8 501 особа, а не визнавали його 810 так званих «розкольників».
Багатьох дворян поселили в губернії польські королі, аби мати віддане населення на місцях. Після остаточного приєднання краю до Росії з тією ж метою Смоленщина була заселена 350 боярськими дітьми. Кожному з них подаровано по 15 селянських сімей. У останні роки існування губернії у складі населення побільшало іммігрантів: євреї активно заселяли Смоленськ, а латвійці — повітові міста. Однак загалом в губернії постійно переважала еміграція.

## Економіка

### Рільництво
Ця галузь віддавна була головним заняттям сільського населення губернії. Але пісковий та глиняний ґрунт постійно потребував добрива у великих кількостях, а навіть і після того земля часто давала невеликий урожай. У 1887 році з 4 824 325 десятин у приватній власності перебувало 2 657 143 десятини, сільським спільнотам належало 1 978 581 десятина, держскарбниці — 120 270 десятин, містам й установам — 69 371 десятина.
Всього орних земель було 1 505 175 десятин (29,3%), лугів — 1 009 846 десятин (19,8%), лісу — 1 863 163 (36,3%), необроблюваної землі, яка не годиться для сільськогосподарських робіт — 446 175 десятин (30,3%), під болотами й озерами — 5,9%.
З усіх земель, яких обробляли, посівами було зайнято 888 854 десятини (59%), парним — 456 511 десятини (30,3%), сінокосами та іншим — 159 776 десятини (10,7%). Селяни майже завжди користувались землею цілими своїми спільнотами, тобто селами і тільки 4% земель перебували у корисуванні окремих дворів.
У середньому на одну сім'ю з 6 осіб припадало по 9,4 десятини (найбільше у Рославльському повіті, а найменше — у Порічському). У Краснинському, Духовщинському, Юхновському, Гжатському, Сичовському й Порічському повітах селянські земельні наділи переважали над приватними. З року в рік селяни збільшували свої землеволодіння за рахунок поміщицьких наділів. Але якраз останні становили 55,9% (найбільше їх у Більському та Рославльському повітах), а селянські тільки — 41,2%. Окрім того існувала оренда, яка розвивалася у Сичовському, Вяземському та Смоленському повітах, а наймешне у Більському та Єльнінському.
Найпопулярнішою зерновою культурою у губернії було жито, ним засіювали 49,2% орних земель (437 144 десятини). Найбільше у Гжатському иа Юхновському повітах). На другому місці — овес, його частка становила 28,8% (249 220 десятин), а засівали його найбільш часто у Більському та Порічському повітах. Ячменем у губернії засівали 7,1% орних земель (63 364 десятини), найчастіше у Смоленському та Рославльському повітах. Гречка не мала особливої популярності, нею засіювали тільки 3,8% земель, що оброблялися (34 143 десятини), насамперед у Рославльському та Краснинському повітах. Картоплю висаджували однаково по всіх повітах, а займала вона 3,5% (30 337 десятин). Стручкові рослини займали 0,9% (7 782 десятин), а пшениця мала тільки 0,4% (3 909 десятин).
Серед інших культур популярність мали льон та коноплі, які вдвох займали 6% орних земель. Натомість проса сіяли зовсім небагато у Рославльському повіті. Посіви льону зростали щороку, сягали 45 000 десятин. Його вирощували з промисловою метою, найчастіше у Вяземському та Сичовському повітах, у селі Тесов Сичовського повіту навіть діяла спеціальна станція, на якій селяни могли навчитися виготовляти з льону тканину. Коноплю серед посівів можна було найчастіше побачити у Рославльському та Єльнінському повітах, у всій губернії під нею було 7 782 десятини. Її насінням, а також волокнами зі стебел у губернії торгували. Головним пунктом торгівлі був Дорогобуж, звідси товар надходив до міст Рига і Ржев.

### Городництво й садівництво
Не становило самостійного промислу, але розвивалося у селах, що розташовані неподалік від великих міст. Аби активізувати розвиток городництва і садівництва, влада відкрила декілька сільськогосподарських шкіл. Капусту й огірки, вирощені в губернії, везли на продаж навіть до Москви. На городах населення вирощувало на 148 плантаціях тютюн у Рославльському, Духовщинському та Порічському повітах.
Садівництво майже не розвивалося. Виняток становило місто Вязьма та південно-західна частина губернії на кордоні з Могильовською. Найчастіше населення вирощувало яблука, яких продавали до столиці, інколи — груші, сливи та вишні. Груші «йшли» на експорт до Риги.
Бортницьке бджолярство відігравало вагому роль у містах Вязьма, Дорогобуж та Рославль, адже люди торгували воском і медом. Рибальський промисел був притаманний Порічському повіту, де багато водойм. А першість тут тримали особливо майстерні рибалки зі села Касплі.

### Скотарство
За невеликими винятками ця галузь перебувала в поганому стані (564 844 голів). Худоба селян була слабкою та низькорослою й лише поміщики дозволяли собі мати корів та биків симентальської і альгауської порід. Аби навчити селян, у деяких поміщиків діяли школи масловиробництва, сироваріння і скотарства. Збут молока й сиру проходив зазвичай у Москву.
Вівчарство через ліси й болота мало розвивалося (у 1898 році — 629 252 голів). Набагато кращою була ситуація з кіньми. Їх на Смоленщині було 438 018 голів. У Смоленську працювала міська стайня для коней, а по губернії нараховувалось 104 приватні кінні заводи. Окрім того у тому ж році у губернії було 5 004 кіз і 242 919 свиней.

### Ремісництво
Погано розвинене, тому земство надавало ремісникам постійну підтримку на оптове придбання заліза, влаштування зразкових приміщень для кузні. У 1888 році у губернії проживало 5670 ремісників, найбільше — у Вяземському повіті (1117 осіб).
Найчастіше ремісники займалися бондарством (710 осіб), виготовленням возів і саней (606), ковальством (599) і колісництвом (561). Аби мешканці губернії могли знайомитися з удосконаленими пристроями й засобамиобробки матеріалу, на Смоленщині діяла практична школа, де знавці навчали виготовляти тканину, прясти, а також займатися гончарською роботою. Найкращими ринками для збуту ремісницьких виробів слугували ринки й сільські ярмарки.

### Заробітчанство
Порівняно з іншими губерніями Російської імперії, саме на Смоленщині воно було дуже популярним. У 1898 році заробітчани становили 9,8% чоловічого населення і 3,2% — жіночого. Найпоширенішими походи на заробітки стали для східних повітів — Гжатського, а найменше у Більському.
Характер роботи, на яку йшли заробітчани, був різноманітний. Наймасовішими стали походи на фабричну й заводську роботу, а також прислуою в Москву і Санкт-Петербург. Столярі з Дорогобузького, Гжатського та Вяземського повітів їздили у сусідні губернії. Кменярі з Поречського, а також грабарі з Юхновського повітів їздили на роботу в далекі регіони імперії.
У Більському та Порічському повітах займалися роботами з деревом, возили його до Риги. Там же, а ще у Духовщинському, Рославльському повітах виготовляли смолу, добували вугілля. Волокна конопель обробляли біля Рославля і Красного.

### Фабрики й заводи
Якщо порівнювати зі станом розвитку промисловості по всій імперії, то у Смоленській губернії він був слабкий, заводи й фабрики були зовсім невеликими. На 1898 рік працювало 1762 фабрики й заводи, де працювало 13 230 осіб. Річний прибуток усіх виробничих підприємств становив 13 901 799 рублів. Хоча не можна не відзначити й значного зростання у кількості підприємств: у 1880 році діяло 954 заводи й фабрики, а за 18 років їх стало на 808 більше.
Найбільшою в регіоні була паперова й ткацька фабрика у селі Ярцево Духовщинського повіту, де працювало 4190 робітників. У Вяземському повіті переважало виробництво сірників й обробка шкіри, у Рославльському — лісопильні, виготовлення скла й кришталю, у Більському — виробництво цегли та дьогтю. У інших повітах фабрик та заводів було обмаль, або вони відігравали зовсім незначну роль.
Великі прибутки давали заводи, на яких виготовляли масло. У губернії діяло десять великих підприємств такого спрямування і щороку вони давали спільний прибуток у розмірі 3 189 290 рублів. Серед інших галузей у губернії діяло 43 лісопильні (1161 працівник й прибутковість у 1 528 495 рублів), 41 горілчаний завод (459 робітників й 985 525 рублів), 28 льонообробних та бавовняних (408 робітників й 480 000 рублів), 10 кахельних (75 робітників й 483 000 рублів), 5 скляних (762 робітники, 480 000 рублів), 8 пивоварень та медівень (177 робітників та 385 000 гривень), 102 сироварні (267 робітників й 276 330 рублів), 84 шкірообробні (299 робітників й 244 292 рублі), 3 сірникові (621 робітник і 238 000 рублів), 2 з виробництва кришталевих виробів (479 робітників 1 225 000 рублів).
Серед менш прибуткових підприємств діяло 613 млинів (655 працівників), 159 цегельних фабрик (603 робітники), 1 дерево-картонна фабрика (49 робітників), 7 заводів з виготовлення жиру, 7 миловарень, 9 свічково-воскових фабрик, 3 з виготовлення клею, 1 воскобійна фабрика. На решті підприємств на Смоленщині займалися очищенням крупів (128), виготовленням солоду, патоки, солодощів, тютюну, дьогтю (76), мотузок та канатів, шерсті (163), паркету, вишивок, фосфоритного борошна й очищенням спирту.